# 雅尔塔
雅尔塔（烏克蘭語：Ялта）法理上是乌克兰克里米亚自治共和国雅尔塔区的城市及该区的行政中心，事实上为俄罗斯克里米亞共和國的直辖市。该市始建于12世纪，城市面积28.29平方公里，海拔高度54米，2021年人口数量为74,652人。
该市位于克里米亚半岛南岸，從19世紀開始發展旅遊業，为世界闻名的历史古城，也是黑海沿岸知名的療養區，1945年的雅尔塔会议就是在這裡的里瓦幾亞宫舉行。该市在2014年与克里米亚半岛其他地区一齐被俄罗斯吞并，但此举并未得到乌克兰政府和国际社会承认。

## 人口
根據2001年1月1日烏克蘭政府進行的人口普查結果，雅爾塔總人口為80,500人。雅爾塔主要居民是：俄羅斯人（65%）、乌克兰人（25.7%）、克里米亞韃靼人（4%）。俄语在街頭擁有絕對的優勢。這個總數不包括村莊和周邊小城鎮的人口，都會區的人口約為125,000人。

## 氣候
由於雅爾塔位在南部的克里米亞山脈以及由山丘形成的圓形凹地中，氣候十分溫和。雅爾塔屬地中海式气候，二月平均溫度為4°C，很少有雪，而城市裡的薄層積雪也融化的很迅速。七月平均氣溫可達24°C。每年日照時間約為2,250小時。由於鄰近黑海，涼爽的海風使得炎熱天氣很少出現。
| 雅爾塔            | 雅爾塔 | 雅爾塔 | 雅爾塔 | 雅爾塔  | 雅爾塔  | 雅爾塔  | 雅爾塔  | 雅爾塔  | 雅爾塔  | 雅爾塔  | 雅爾塔  | 雅爾塔 | 雅爾塔  |
| 月份              | 1月    | 2月    | 3月    | 4月     | 5月     | 6月     | 7月     | 8月     | 9月     | 10月    | 11月    | 12月   | 全年    |
| ----------------- | ------ | ------ | ------ | ------- | ------- | ------- | ------- | ------- | ------- | ------- | ------- | ------ | ------- |
| 平均高温 °C（°F） | 6 (43) | 6 (43) | 8 (46) | 13 (55) | 18 (64) | 23 (73) | 26 (79) | 26 (79) | 21 (70) | 16 (61) | 11 (52) | 8 (46) | 15 (59) |
| 日均气温 °C（°F） | 4 (39) | 4 (39) | 6 (43) | 11 (52) | 15 (59) | 20 (68) | 23 (73) | 22 (72) | 18 (64) | 13 (55) | 9 (48)  | 6 (43) | 12 (54) |
| 平均低温 °C（°F） | 2 (36) | 1 (34) | 3 (37) | 8 (46)  | 12 (54) | 17 (63) | 20 (68) | 19 (66) | 15 (59) | 11 (52) | 6 (43)  | 3 (37) | 10 (50) |
| 来源：Weatherbase |        |        |        |         |         |         |         |         |         |         |         |        |         |

## 友好城市
- 法國 尼斯（1960年）
- 義大利 波佐利（1975年）
- 日本 藤澤市（1985年）
- 里耶卡（1985年）
- 英国 马盖特（1990年）
- 希腊 羅得（1998年）
- 德国 巴登-巴登（2000年）
- 中国 三亚市（2004年）
- 巴统（2008年）
- 俄羅斯 烏蘭烏德（2008年）
- 義大利 萨尔索马焦雷泰尔梅（2009年）
- 埃及 沙姆沙伊赫（2009年）
- 哈奇馬斯（2009年）
- 俄羅斯 弗拉季高加索（2010年）
- 以色列 埃拉特（2011年）
- 土耳其 安塔利亚（2012年）
- 俄羅斯 卡盧加（2016年）
- 叙利亚 拉塔基亚（2018年）
- 尼加拉瓜 格拉纳达（2024年）[3]

### 合作城市
- 爱沙尼亚 派尔努（2004年）
- 光州廣域市（2011年）
- 俄羅斯 南萨哈林斯克（2014年）
- 俄羅斯 阿尔泰共和国 烏斯季科克薩區（2014年）
- 俄羅斯 埃利斯塔（2017年）
- 義大利 罗维戈（2017年）
- 阿波美-卡拉维（2018年）
- 阿布哈茲/  加格拉（2018年）
- 俄羅斯 索契（2018年）
- 卢甘斯克人民共和国/ 乌克兰 卢甘斯克（2019年）
- 俄羅斯 格罗兹尼（2019年）
- 俄羅斯 圣彼得堡 海濱區（2020年）
- 俄羅斯 斯图皮诺（2021年）
- 俄羅斯 列宁格勒州 維堡區（2021年）
- 白俄羅斯 扎斯拉夫爾（2022年）
- 俄羅斯 喀山（2023年）
- 俄羅斯 伊爾庫茨克（2023年）

## 圖集

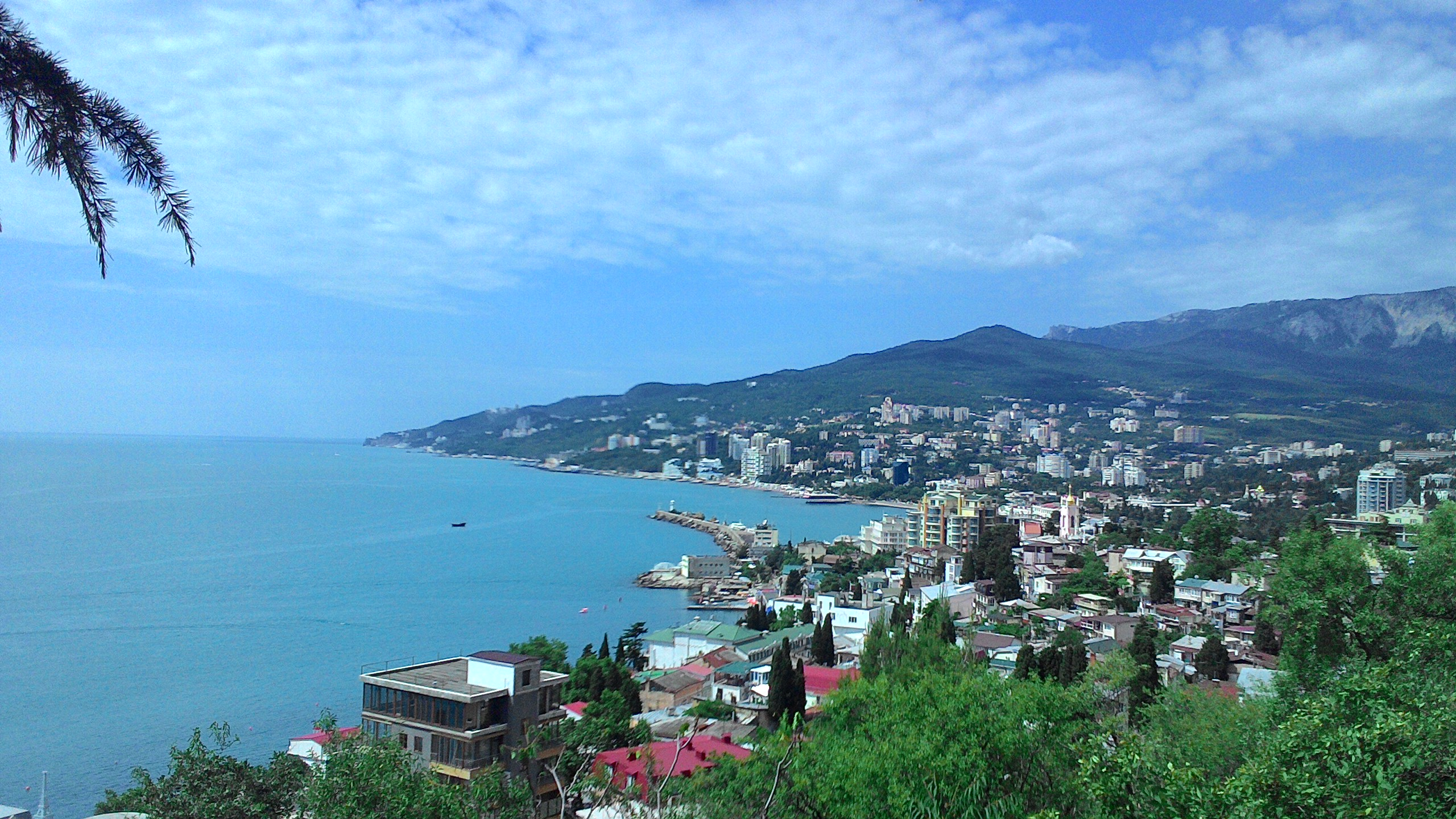
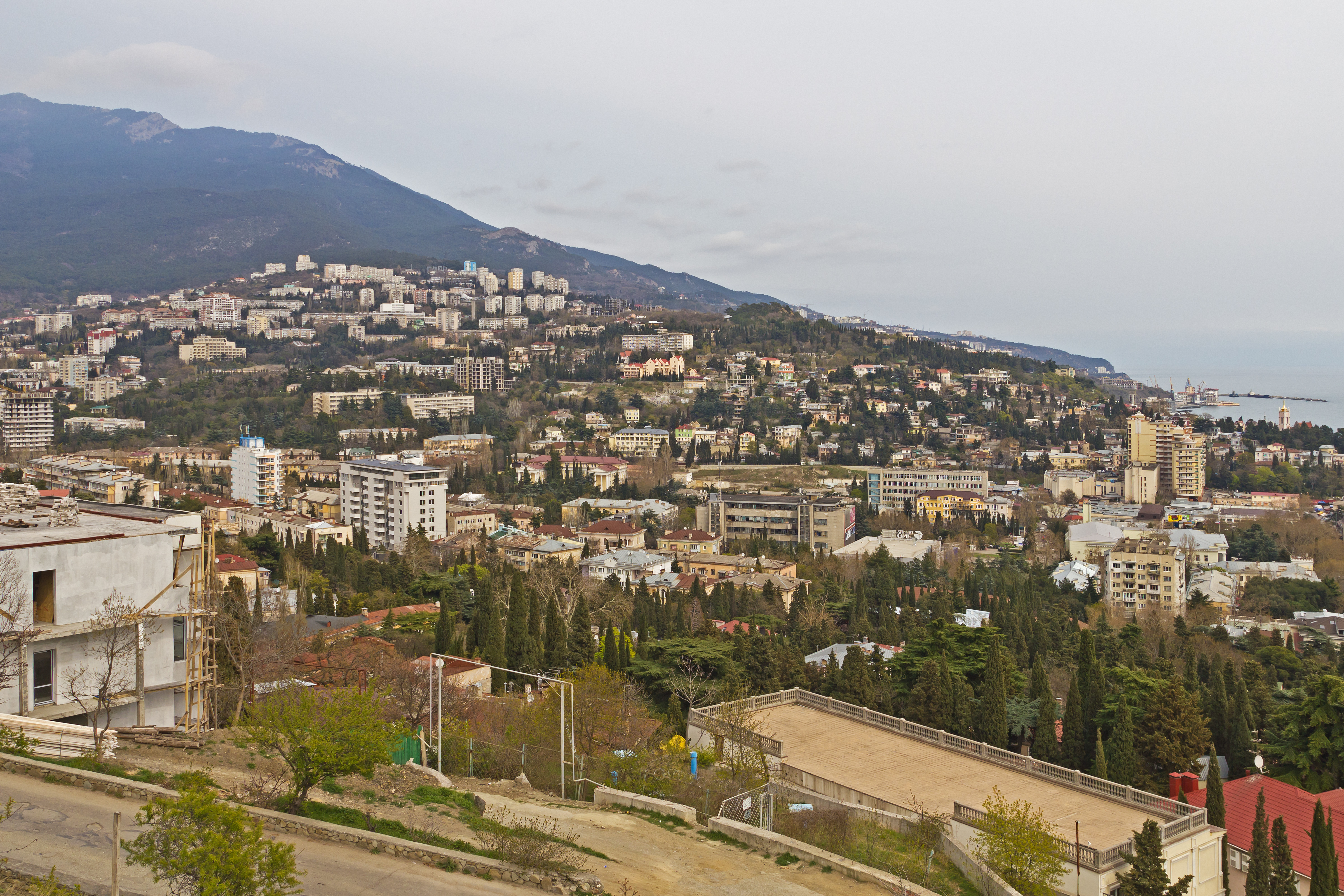
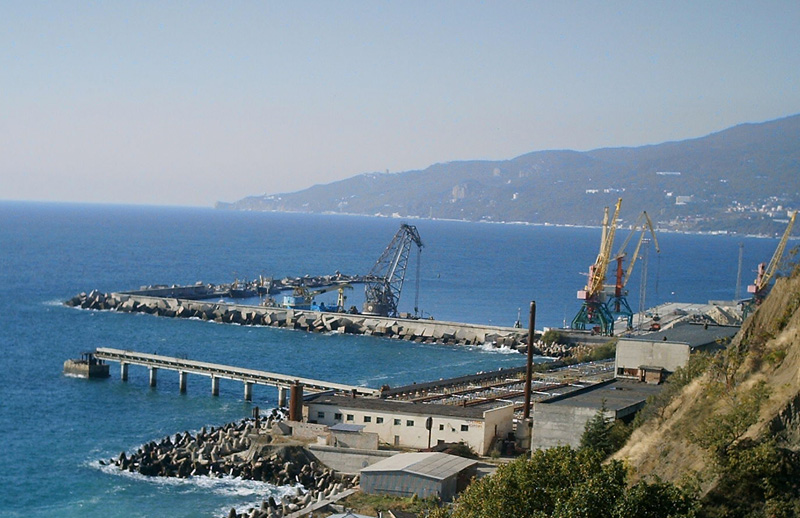
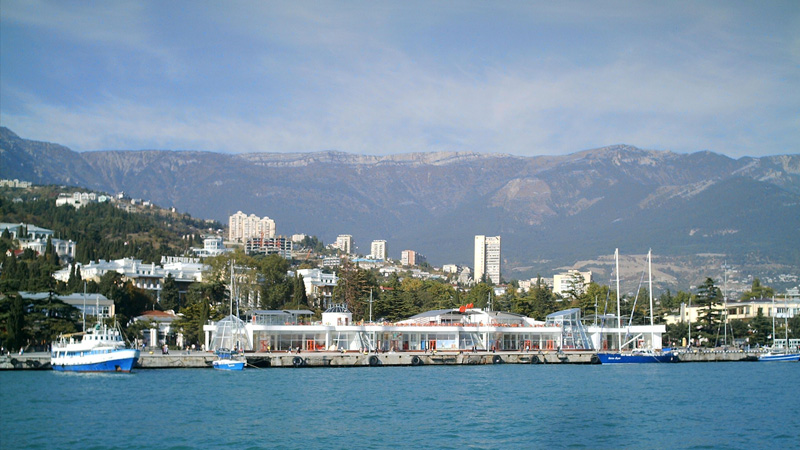
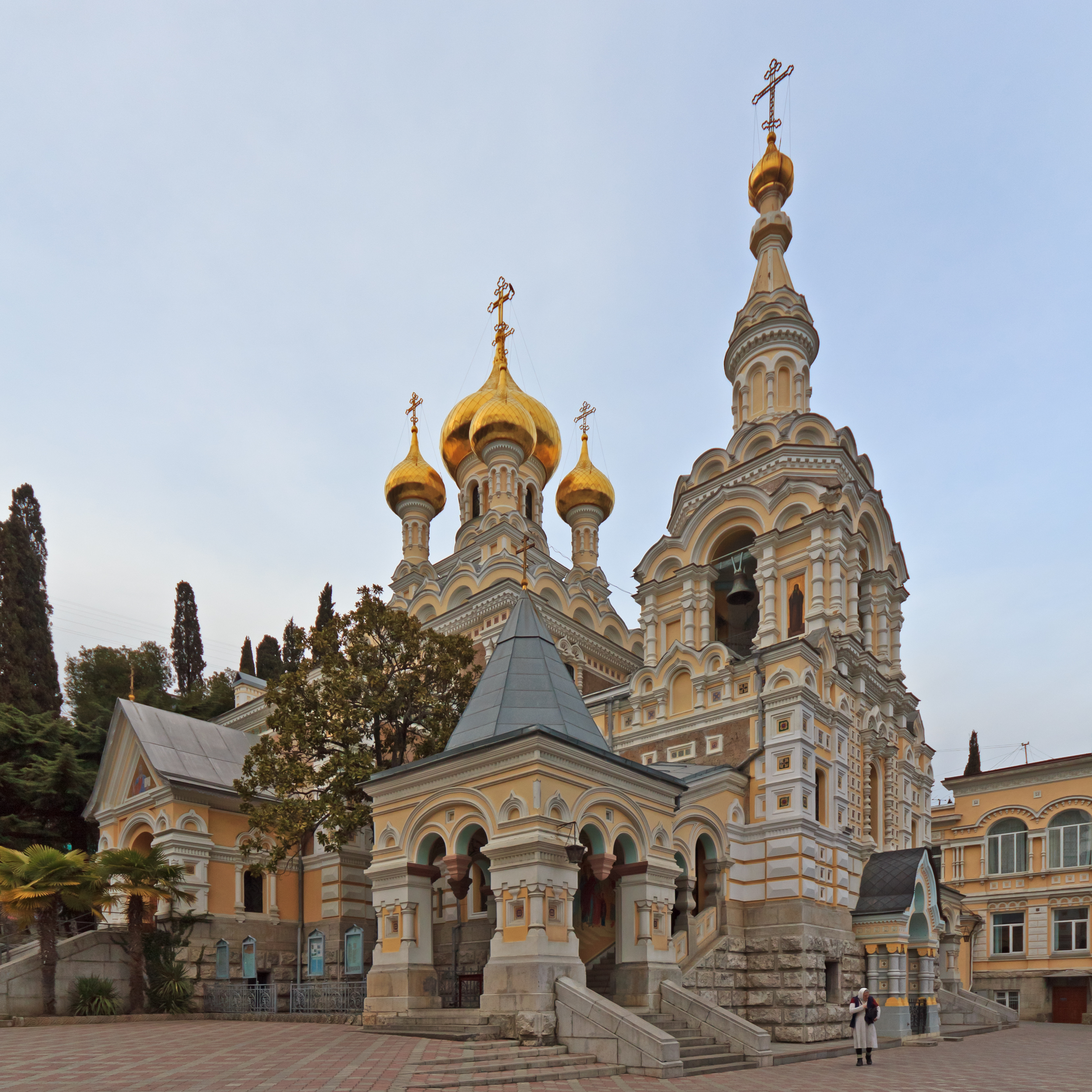
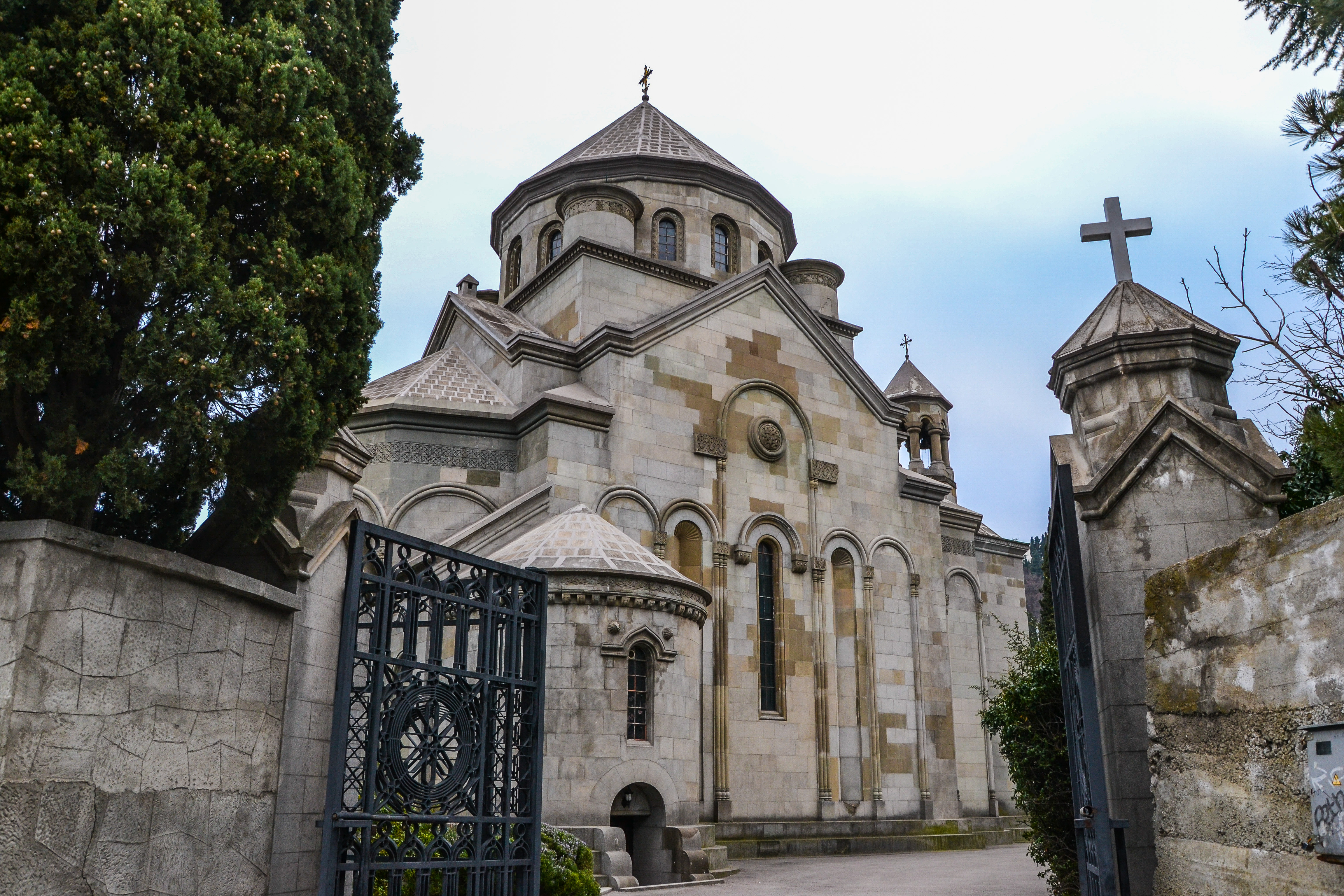
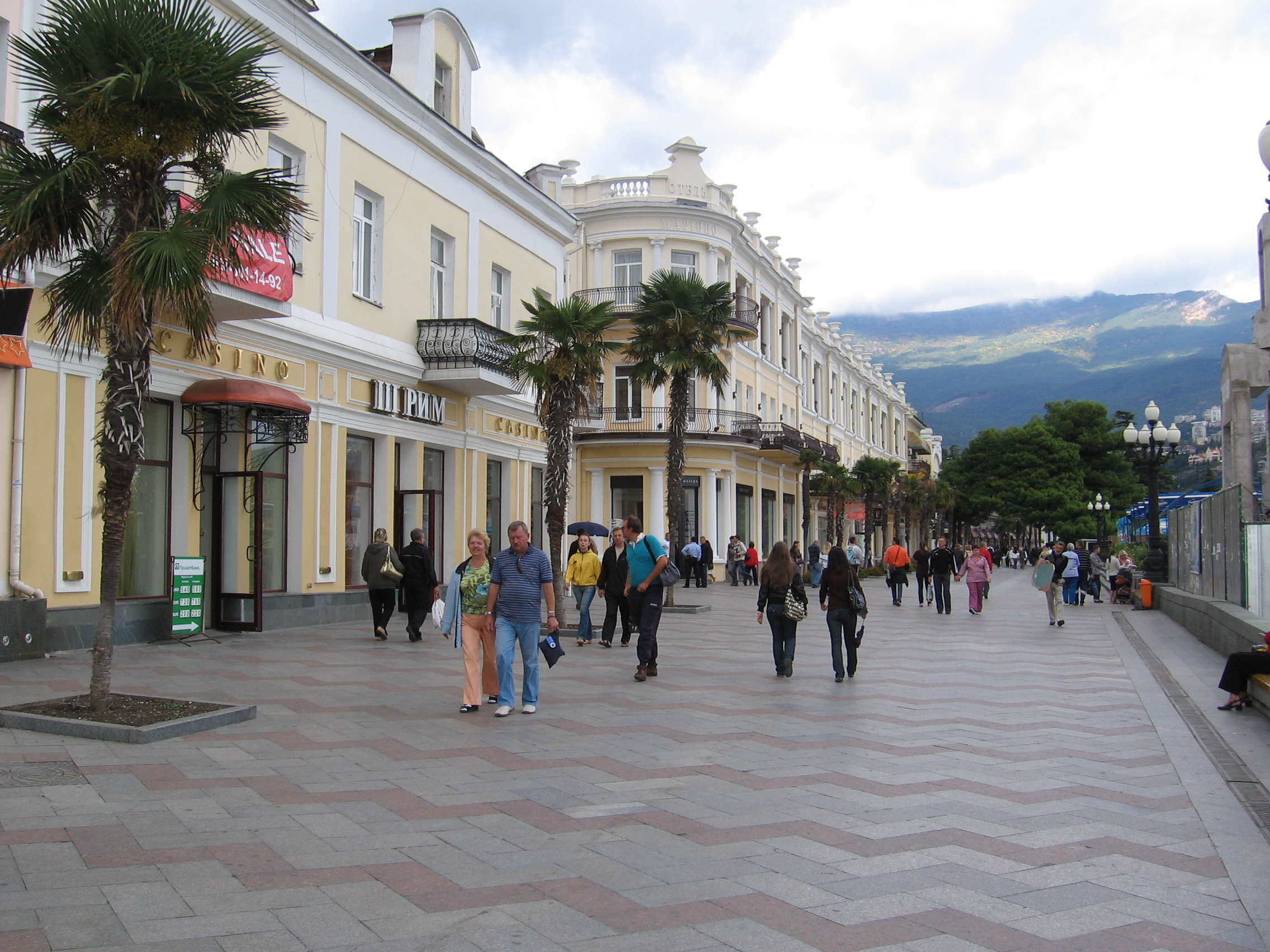